# 康斯坦斯·马凯维奇

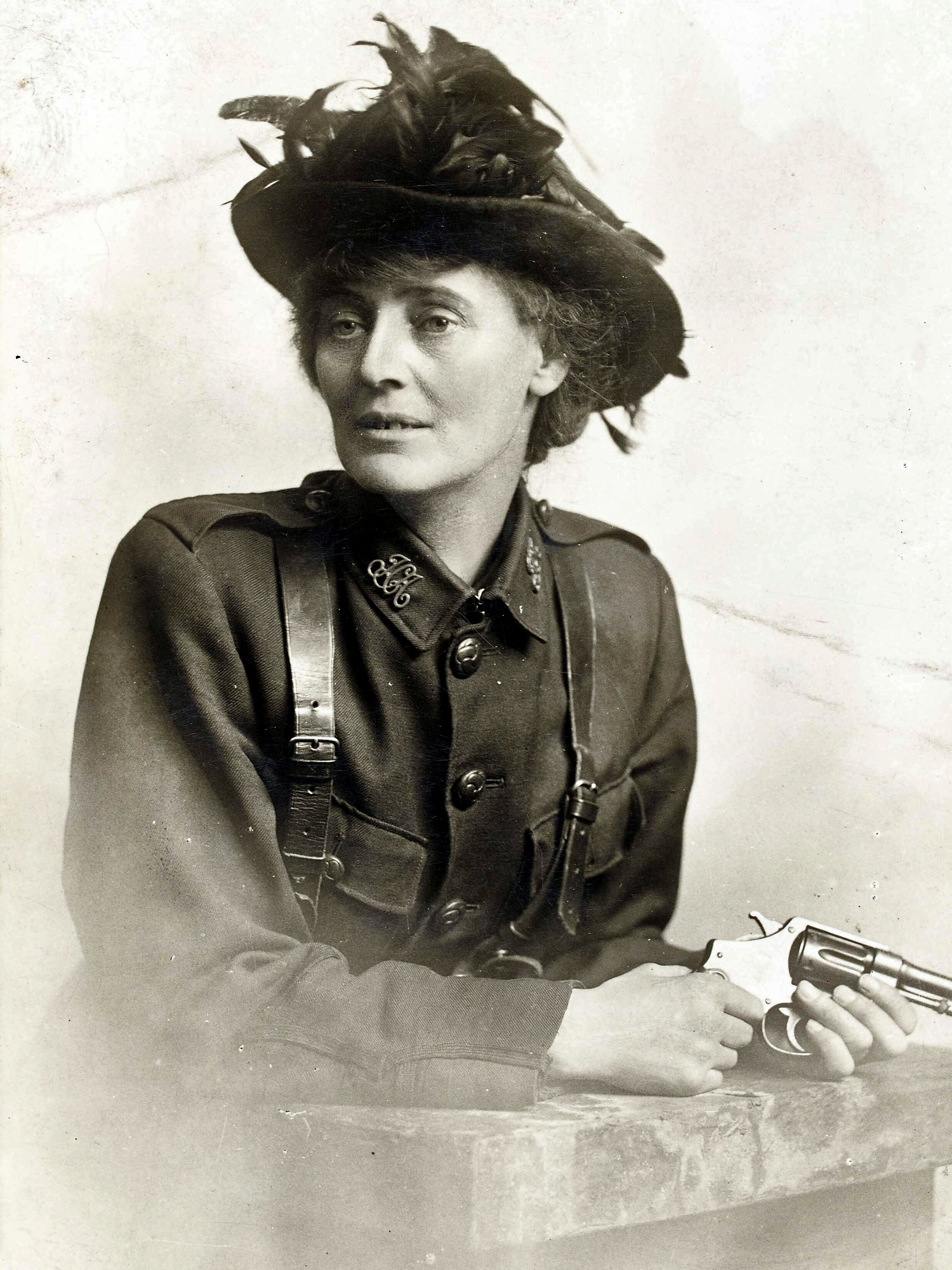
穿着爱尔兰公民军制服的康斯坦斯·马凯维奇

康斯坦斯·乔金·马凯维奇（英语：Constance Georgine Markievicz；波蘭語： [marˈkʲɛvitʂ]；原姓Gore-Booth；1868年2月4日—1927年7月15日），也叫马凯维奇伯爵夫人（Countess Markievicz）、马凯维奇夫人（Madame Markievicz），是爱尔兰政治家，英国下院首位女性议员，也是欧洲首位女性内阁部长。馬凱維奇曾因参加1916年复活节起义而被判處死刑，但因女性身份减为无期徒刑 。她于1919年到1922年担任爱尔兰劳工部长，在爱尔兰内战中支持共和軍，并於1926年成为共和党创始成员，后在1927年去世。

## 早年
康斯坦斯·乔治·戈尔-布斯1868年出生在伦敦白金汉门，是北极探险家和冒险家亨利·戈尔-布斯爵士的大女儿。在1879-80年的饥荒期间，亨利爵士为他斯萊戈郡北部的里斯德尔庄园（Lissadell House）租户提供了免费食物，这对康丝坦斯和她的妹妹伊娃影响很大，使得她们开始关心劳动人民。姐妹俩是诗人叶芝的儿时好友，叶芝经常造访里斯德尔，曾在《纪念伊娃·戈尔布斯和康·马凯维奇》（In Memory of Eva Gore-Booth and Con Markiewicz）说两人是“两个穿着丝绸和服的女孩，都很漂亮”。
戈尔-布斯梦想成为画家。1892年，她进入斯莱德美术学院学习，住在肯辛顿戈尔。正是在这个时候，戈尔-布斯第一次参与政治，加入了全國婦女選舉權聯盟。离开斯莱德艺术学院后，她搬到巴黎，就读于朱利安學院 ，在那里遇到了未来的丈夫卡西米尔·马凯维奇（Casimir Markievicz） ，一位富裕波兰艺术家。
两人于1903年在都柏林定居，活跃于艺术和文学界，康斯坦斯成为了一名风景画家。1905年，她与艺术家莎拉·珀瑟、纳撒尼尔·霍恩、沃尔特·奥斯本和約翰·巴特勒·葉芝一起创立联合艺术俱乐部（United Arts Club）。俱乐部汇集了德格拉斯·海德等许多爱国者和未来的政治领袖。

## 参政

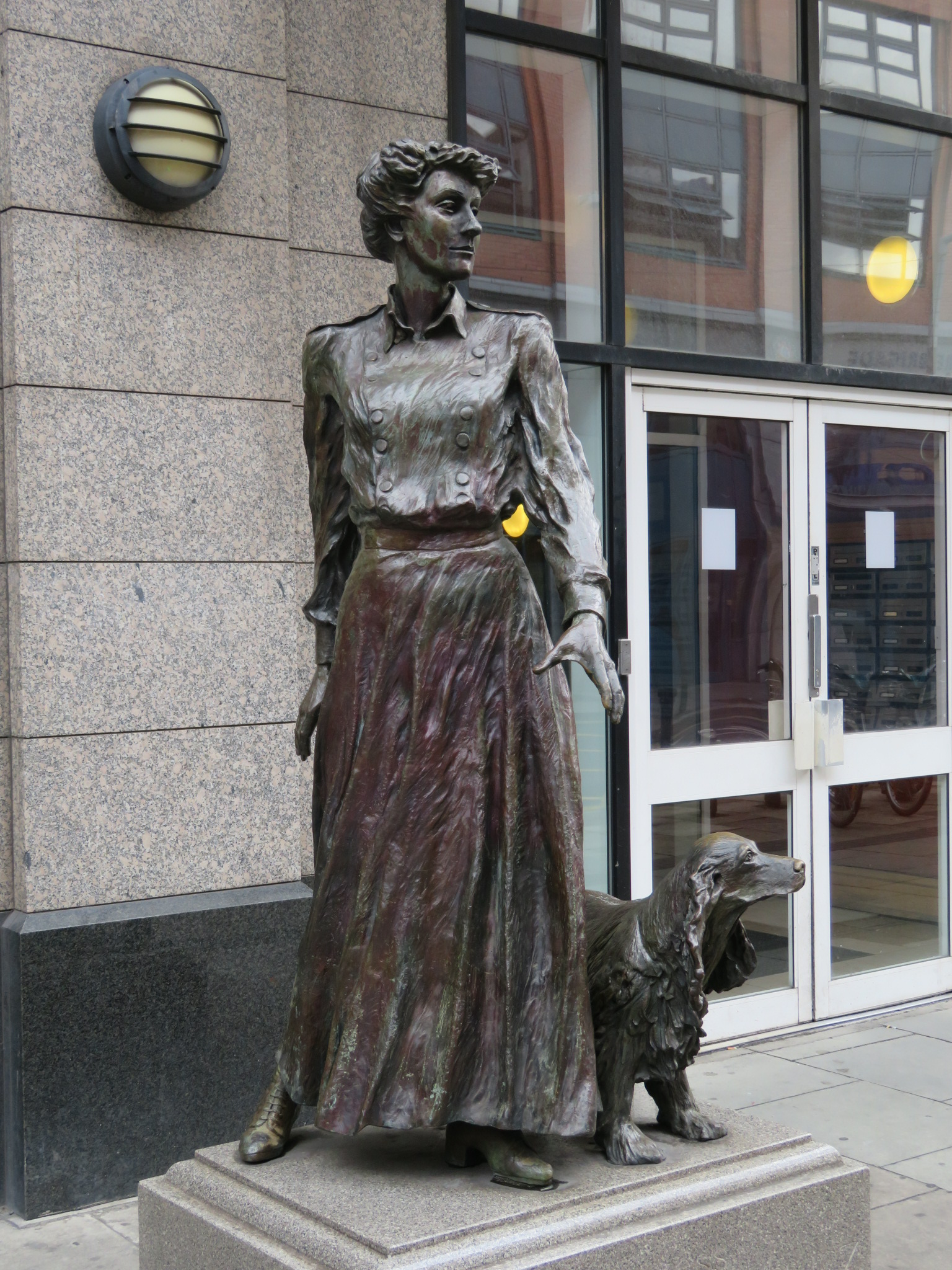
都柏林的马凯维奇像

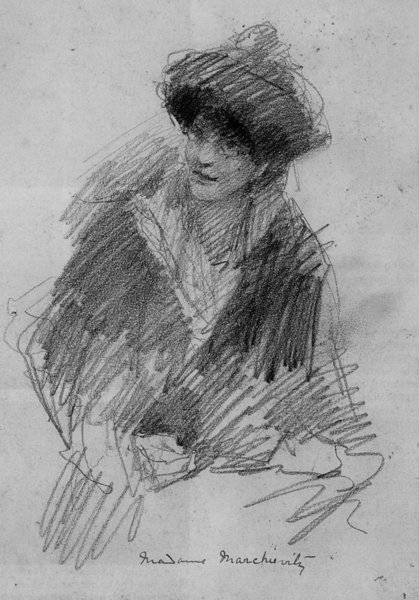
約翰·巴特勒·葉芝为她绘制的素描像

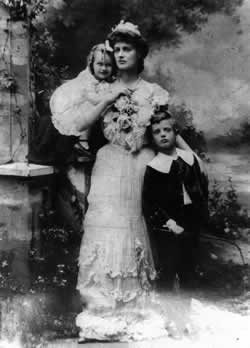
与女儿和继子

1908年，她开始积极参与爱尔兰的民族运动，加入了新芬黨和爱国组织爱尔兰之女（Inghinidhe na hÉireann）。
1909年，她创立了爱国青年组织芬尼安（Fianna Éireann），以羅伯特·貝登堡的军事风格训练成员。1911年，她因在抗议乔治五世访问爱尔兰的愛爾蘭共和兄弟會示威游行中发表讲话而第一次入狱。

### 复活节起义

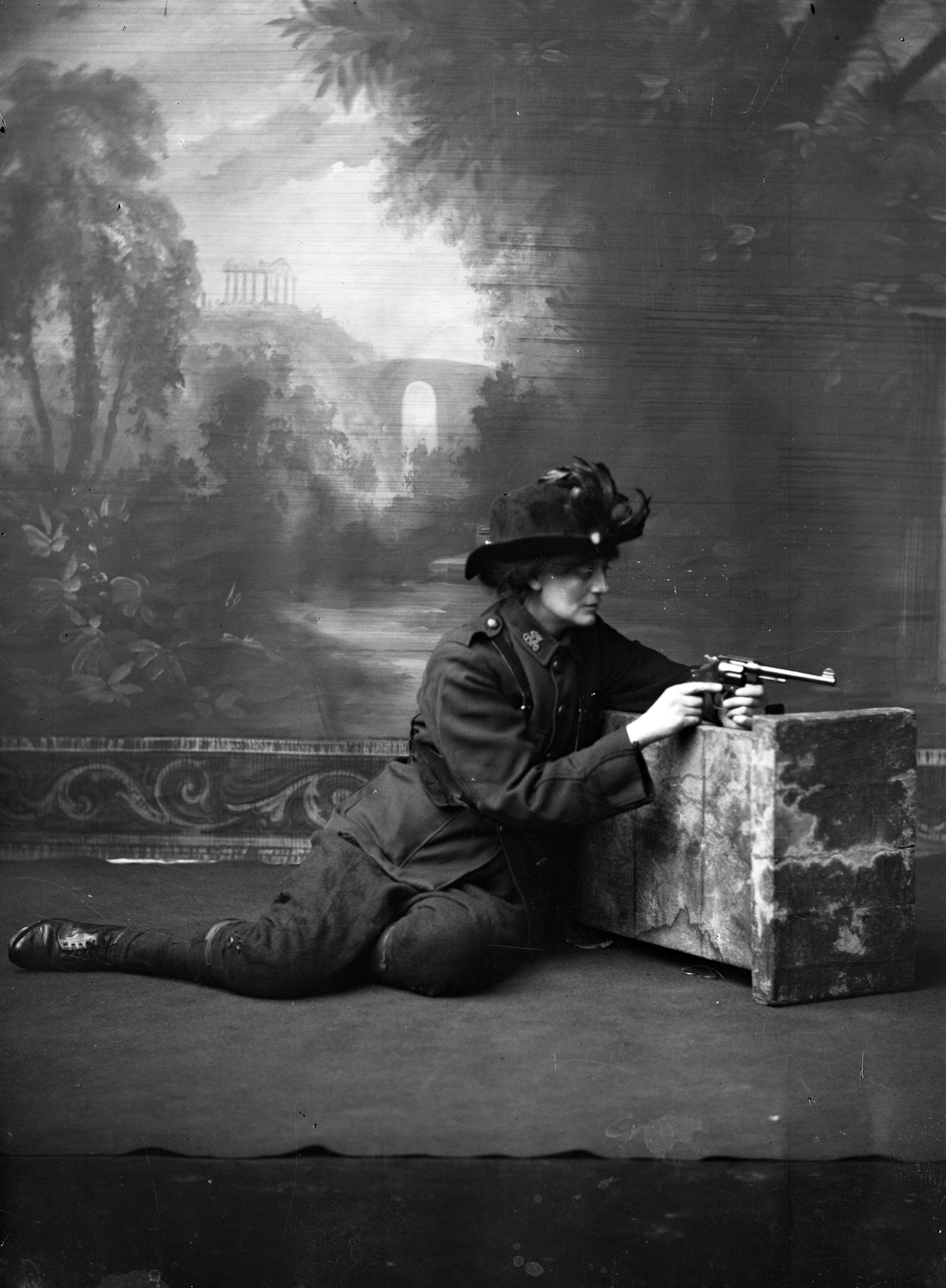
马凯维奇穿着制服检查柯爾特新制式左輪手槍Model 1909，1915年

作为爱尔兰公民军的一员，她参加了1916年的复活节起义，设计了公民军制服，并公民军创作了队歌。
她曾在圣斯蒂芬绿地参战，射杀了都柏林警察局的一名警官，并在复活节星期一监督路障的设置。
斯蒂芬绿军守军坚持了六天，在英国人向他们展示了皮尔斯的投降令后投降。接受投降的英国军官德库尔西·惠勒上尉（de Courcy Wheeler）后来娶了她的堂妹赛琳娜·莫德·贝雷斯福德·诺克斯（Selina Maude Beresford Knox）。
包括她在内的投降者被带到都柏林城堡，然后收入克瞒汉姆监狱。她是70名女囚中唯一被单独监禁的。1916年5月4日的军事法庭上，马凯维奇对叛乱罪拒不认罪 ，她告诉法庭：“我为爱尔兰的自由而战，我不在乎这将给我带来什么。我做了我认为正确的事。”  她被判处死刑，但法院“完全且仅出于她的性别”决定减刑，因此减为无期徒刑。得知此事后，她说：“我真希望你们能体面地开枪打死我”。 
马凯维奇于1916年7月先后被转移到芒乔伊监狱、霍洛威监狱和艾尔斯伯里监狱。1917年，她与其他参与起义的人一起因伦敦政府大赦而出狱。大约在这个时候，原本信奉爱尔兰教会的马凯维奇皈依了天主教。

### 进入议会

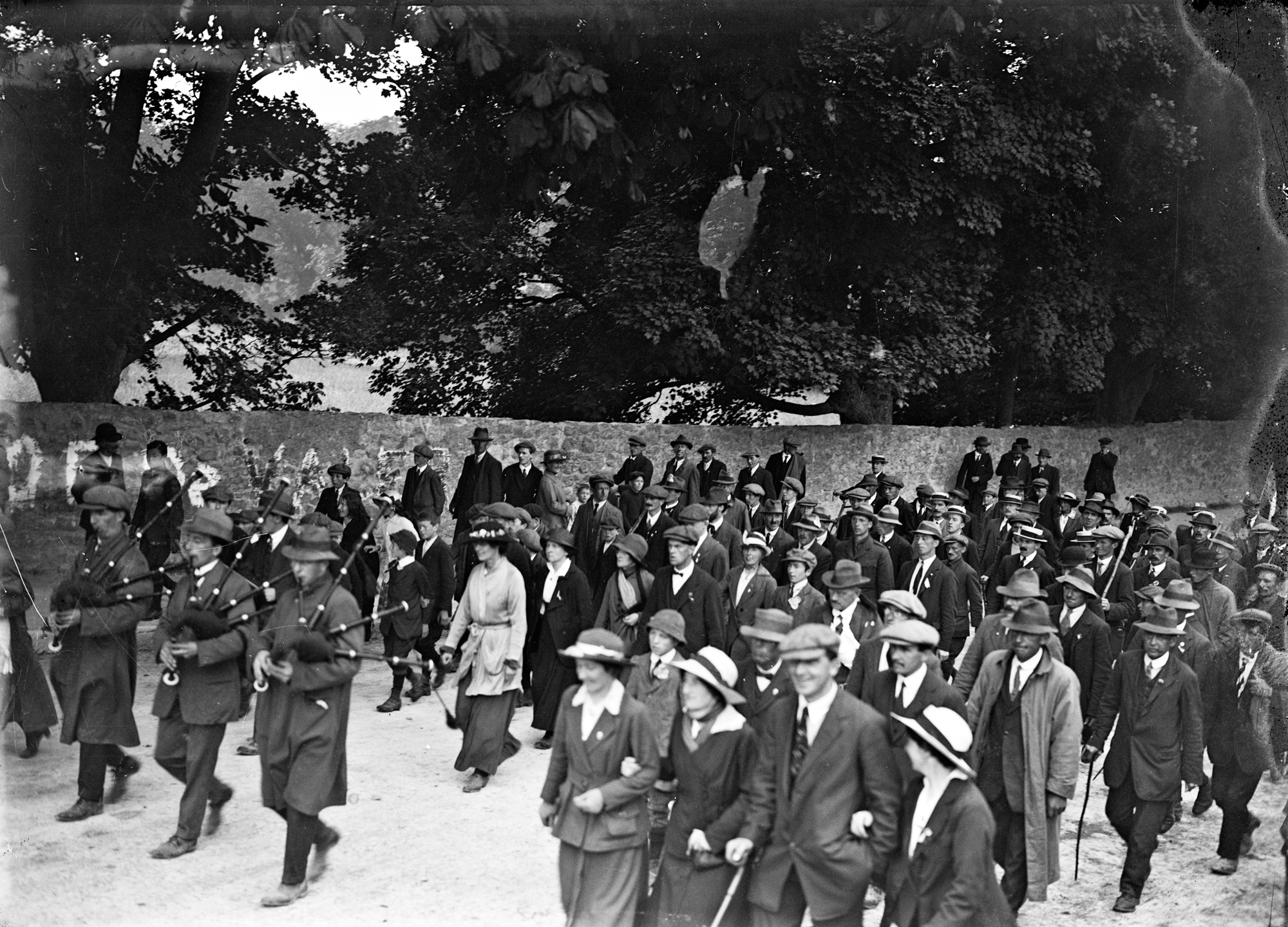
马凯维奇领导的选举胜利游行，克莱尔郡

1918年，她因参与反征兵活动再次入狱。不过，在1918年的大选中，马基维奇旋即以66%的选票击败对手威廉·菲尔德，成为都柏林圣帕特里克选区的73名新芬党议员之一。选举结果于1918年12月28日公布，她由此成为第一位入选英国众议院的女性。然而，根据新芬党的政策，她拒绝进入下议院就任。
由于被囚，她未能参加第一届爱尔兰国会。1921年，她被选入第二届国会。
1919年4月至1922年1月，马尔基维奇在众议院第二部和第三部担任劳工部长。1919年4月至8月，她是爱尔兰第一位女内阁部长，同时也是欧洲第二位女政府部长。直到1979年玛丽·盖根-奎恩（Máire Geoghegan-Quinn）当选盖尔语部长为止，她是爱尔兰历史上唯一的女性内阁部长。
马凯维奇于1922年1月与埃蒙·德·瓦莱拉和其他反对英爱条约的人一起离开了政府。她在爱尔兰内战中积极支持愛爾蘭共和主義，包括指挥公民军占领都柏林的莫兰酒店（Moran's Hotel）。内战结束后，她前往美国旅行。1923年，她再次参加大选，但与其他愛爾蘭共和主義者一样，她拒绝进入下议院就座。1923年11月，她再次被捕。在狱中，她绝食抗议，不到一个月便被释放。
1926年，她离开了新芬党，加入了共和党，并主持了新党的成立大会。1927年6月，她作为共和党成员进入第五届国会，但在没有就任之前就去世了。

## 去世
她于1927年7月15日去世，享年59岁，死因是两次阑尾炎手术后的并发症。她死在公共病房里，“在她想成为的穷人中间” 。为她治疗的医生之一是她的革命伙伴凯瑟琳·林恩（Kathleen Lynn）。在她去世之前，埃丝特·罗珀与玛丽·佩罗兹、海伦娜·莫洛尼、凯瑟琳·林恩和其他朋友曾一起为她守夜。自由邦政府拒绝为她举行国葬，但成千上万热爱她的都柏林人在奥康奈尔街和帕奈尔广场两旁为她送行。埃蒙·德·瓦莱拉发表了葬礼演说。
2018年，爱尔兰议会向英国下议院捐赠她的肖像，以纪念1918年人民代表法令 ，根据该法案，英国首次允许部分女性拥有投票权。

## 家庭
她的丈夫卡西米尔在巴黎被称为马凯维奇伯爵（Count Markievicz），这是当时波兰大地主的标准头衔。但根据俄罗斯秘密警察的彼得·拉赫科夫斯基，他实际上没有获得头衔的资格。卡西米尔·马凯维奇和她相遇时已婚，但和妻子处于分居状态。他的妻子于1899年去世，他和戈尔-布斯于1900年9月29日在伦敦结婚。1901年11月，她在里斯德尔生下了女儿梅芙（Maeve）。

## 扩展阅读
- O'Faolain, Seán. . 1934.
- Lawlor, Damian. . 2009.
- Marreco, Anne. . 1967.
- Norman, Diana. . 1987.
- Haverty, Anne. . 1993.
- McGowan, Joe. . 2003.
- Van Voris, Jacqueline. . 1967.